# Dvostruki T filtar
Dvostruki T nepropusnik opsega (pojasnopropusni) filtar ( Twin T notch (band stop) filter ) je pojasnopropusni filtar koji je sastavljen od paralelne veze niskopropusnog i visokopropusnog filtra. Niskopropusni filtar omogućava prolaz frekvencijama koje su manje od tačke isključivanja ( od 0dB do fl ), a visokopropusni filtar dozvoljava prolaz frekvencijama iznad tačke isključivanja (od fh i iznad). Sve frekvencije koje ne mogu da prođu ( ili prolaze kroz veliko prigušenje ) nalaze se izmedju ovih tačaka (BW = fh -  fl ). 

## Struktura filtra
Dvostruki T nepropusnik opsega filtar sastoji se od dvije paralelno vezane T mreže. Gornja T mreža (R1,R2 i C1) formira niskopropusni filtar, dok donja T mreža (C2,C3 i R3) formira visokoprpusni filtar.
Na frekvenciji za koju je filtar podešen ( "prekidačka" tačka frekvencije ) dva su izlaza tacno {\displaystyle 90^{\circ }} izvan faze od ulaza, ali u suprotnim smjerovima. Ove dvije grane možete zbiti prilično blizu jedna drugoj i dobiti vrlo dobro, ali ne savršeno otkazivanje podešene frekvencije.
R1 = R2 = 2R
C1 = 2C
C2 = C3 = C
R3 = R

Rezna frekvencija fn je frekvencija na kojoj Dvostruki T rezni filtar daje maksimalno prigušenje.
fn = {\displaystyle {1 \over 4\pi RC}}

Maksimalna vrijednost izlaznog napona ispod rezne frekvencije manja je od maksimalne vrijednosti izlaznog napona iznad rezne frekvencije. Razlog je to što serijski otpori ( R1 i R2 ) u niskopropusnom filtru pružaju veće gubitke u kolu od serijskih kondenzatora  ( C2 i C3 ) u visokopropusnom filtru.

{\textstyle H(j\omega )={Vout \over Vin}={(j\omega )^{2}+\omega n^{2} \over (j\omega )^{2}+\omega nj\omega /Q+\omega n^{2}}} 
, gdje je: 
- ωn={\displaystyle {1 \over RC}}
- Q={\displaystyle {1 \over 4}}          faktor kvaliteta
- {\displaystyle \vartriangle \omega }={\displaystyle {\omega n \over Q}} = 4 ωn       propusni opseg filtera

## Dvostruki T filtar kalkulator
Da bi se koristio Dvostruki T filtar kalkulator, korisnik treba unijeti zeljenu reznu frekvenciju za koju će kalkulator izračunati odgovarajuću vrijednost otpornosti i kapacitivnosti. Ovaj kalkulator takodje može izračunati funkciju prenosa, niskopropusnu i visokopropusnu frekvenciju. 

## Aktivni Dvostruki T filtar
Aktivni Dvostruki T filtar je jedan od najpopularnijih filtra nepropusnika opsega. 
{\displaystyle V1={R5 \over R4+R5}Vout}

{\displaystyle Qactive={R4+R5 \over 4R4}}

{\displaystyle \vartriangle \omega }active={\displaystyle {\omega n \over Qactive}}

### Funkcija prenosa aktivnog dvostrukog T filtra
{\textstyle Hactive(j\omega )={Vout \over Vin}={H(j\omega )(R4+R5) \over R4+H(j\omega )R5}} 

Kada je  R5 = 0       →      V1 = 0              →    Qactive = Q = {\displaystyle {1 \over 4}}              →             {\displaystyle \vartriangle \omega }={\displaystyle {\omega n \over Q}} = 4 ωn
Kada je  R4 = 0       →     V1 = Vout          →     Qactive = ∞ →           {\displaystyle \vartriangle \omega }active={\displaystyle {\omega n \over Qactive}} = 0
Za Dvostruki T aktivni filtar takodje postoji kalkulator .

## Primjena Dvostrukog T  filtra
Ukoliko Dvostruki T filtar stavimo u povratnu vezu pojačala, frekvencija na koju je filter podešen će se pojačati. U slučaju da šum uđe u ulaz na podešenoj frekvenciji, on će se znatno pojačati, a sve ostale frekvencije će oslabiti. I odjednom imamo sinusni oscilator. 
Dvostruki T filtar je filtar koji propušta i visoke i niske frekvencije, ali ne propušta određenu frekvenciju u sredini. Dvostruki T filtar je sa staništa performansi najatraktivniji rezni filter, jer se  može prilagoditi dubini zareza od preko 100dB, mada je postupak malo teži. Ovaj filtar je pogodan za eliminisanje određene smetnje u signalu. Koristi se za uklanjanje neželjenog signala iz komunikacionog sistema.

## Spoljašnje veze
- Dvostruki T kalkulator -  http://www.learningaboutelectronics.com/Articles/Notch-filter-calculator.php
- akttivni Dvostruki T kalkulator - https://www.changpuak.ch/electronics/Active_Notch_Filter.php